# Ејрена
Ејрена или Ирена (грч. Εἰρήνη) је у грчкој митологији била богиња мира и пролећа. Њене пратиље су биле Опора и Теорија.

## Митологија
Била је једна од три хоре, богиње годишњих доба и чуварке капије Неба. Њене сестре су биле Еуномија и Дика, а родитељи према Хесиодовој теогонији, Зевс и Темида. Могуће да је била поистовећена са хором Тало, чије јој је име дао Хесиод у теогонији као епитет. Ејренина супротност је био рат, односно Полем.
С обзиром да је њена мајка Темида словила за мудру богињу која је успоставила законе, Ејрена је, као њена и Зевсова кћерка, поседовала „небеске“ квалитете и била смирена, блага и тиха и очева љубимица. Описивана је као најправеднија богиња која је присуствовала активностима смртника и причало се да они који су живели према њеним инструкцијама, живели су у изобиљу, њихови градови су доживљавали процват, просперитет и богови су их волели. Зато су је уметници приказивали као дадиљу Здравља, а песници су је називали Деметрином дадиљом, најдражим пријатељем муза, највећим благословом човечанства и непријатељем жалости.

## Уметност
У класичној уметности је обично приказивана у друштву својих сестара како бере сезонске плодове. Њене статуе су је представљале као девојку која у наручју држи Плута. У том случају, идентификована је са Деметром или Тихом. У старом Риму су њени ликови постојали на новчићима и приказана је како у левој руци држи рог изобиља, а у десној маслинову гранчицу или Хермесове предмете. Понекад је била приказивана у чину спаљивања гомиле оружја или са класовима кукуруза у рукама или изнад главе.

## Култ
Према неким ауторима, након што је Тимотеј победио Лакедемонце, њој је посвећен олтар који је постављен у Атини о државном трошку. Такође, њена статуа у Атини је стајала крај Амфијарајеве, а друга је била постављена у Пританејону крај Хестијине. И у Риму је обожавана (као Пакс) и имала је величанствен храм који је саградио император Веспасијан.

## Друге личности
Ејрена је била и жена из Калауреје, кћерка Посејдона и Мелантеје, кћерке речног бога Алфеја. Острво Калаурија је некада носило назив по њој.